# Timo Rost
Timo Rost (ur. 29 sierpnia 1978 w Lauf an der Pegnitz) – niemiecki piłkarz występujący na pozycji pomocnika. Obecnie jest zawodnikiem Energie Cottbus.

## Kariera
Rost jako junior grał w klubach SC Happurg, 1. FC Amberg oraz 1. FC Nürnberg, do którego trafił w 1991 roku. Do pierwszej drużyny ekipy z Norymbergi został przesunięty w 1997 roku. W barwach wówczas drugoligowego FCN zadebiutował 14 grudnia 1997 w zremisowanym 1-1 pojedynku z Energie Cottbus. W ciągu całego sezonu 1997/1998 rozegrał tam dziewięć spotkań. Po jego zakończeniu i awansie z klubem do ekstraklasy, odszedł do innego pierwszoligowca - VfB Stuttgart. Pierwszy występ zanotował tam w finałowym meczu Pucharu Ligi Niemieckiej z Bayernem Monachium, przegranym przez jego zespół 0-4. Natomiast w lidze zadebiutował 4 października 1998 w przegranym przez Stuttgart 0-2 spotkaniu z MSV Duisburgiem. 1 maja 1999 strzelił pierwszego gola w zawodowej karierze. Było to w przegranym przez jego drużynę 2-3 ligowym pojedynku z VfL Wolfsburg. Przez cały sezon 1998/1999 w drużynie ze Stuttgartu Rost zagrał 16 razy i zdobył jedną bramkę.
W 1999 roku odszedł do Austrii Wiedeń. Grał tam przez dwa sezony, a potem powrócił do Niemiec, a konkretnie do pierwszoligowego Energie Cottbus. Zadebiutował tam 5 lutego 2001 w wygranym przez jego zespół 1-0 ligowym pojedynku z Herthą BSC. Rost szybko przebił się do pierwszej jedenastki Energie i stał się jej podstawowym graczem. W 2003 roku spadł z klubem do drugiej ligi. Tam spędził z nim trzy sezony, a w 2006 roku zajął trzecie miejsce w rozgrywkach 2. Bundesligi i awansował do ekstraklasy. W sezonie 2008/2009 nadal gra z zespołem w Bundeslidze.